# Prairie Schooner
Prairie Schooner est une revue littéraire publiée trimestriellement à l'université du Nebraska à Lincoln avec la coopération du Département d'anglais de l'UNL et de l'University of Nebraska Press. Il est basé à Lincoln, au Nebraska et a été publié pour la première fois en 1926. Elle a été fondée par Lowry Wimberly et un petit groupe de ses étudiants, qui ont formé ensemble le Chapter Wordsmith de Sigma Upsilon (une société littéraire honorifique nationale). 
Bien que beaucoup pensent qu'il s'agit d'un magazine régional, elle est distribuée aux niveaux national et international et publie des écrivains des États-Unis et du monde entier. Prairie Schooner a récolté des mentions honorables dans les anthologies du prix Pushcart et dans plusieurs des The Best American, notamment Best American Short Stories, Best American Essays, Best American Mystery Stories et Best American Nonrequired Reading.

## Éditeurs et contributeurs notables
Le rédacteur en chef actuel de Prairie Schooner (2011-présent) est le poète et auteur jamaïcain / ghanéen Kwame Dawes. De 1963 à 1980, Bernice Slote a été rédactrice. 
Contributeurs notables
- Jacob M. Appel
- Beth Bachmann
- Joseph Payne Brennan
- Charles Bukowski
- Robert Olen Butler
- Truman Capote
- Raymond Carver
- Judith Ortiz Cofer
- Rita Dove
- Richard Foerster
- Marilyn Hacker
- Lillian Halegua
- Albert Halper
- Hugh Kenner
- Jesse Lee Kercheval
- Russell Kirk
- Ted Kooser
- Diane Lockward
- Lee Martin
- Joyce Carol Oates
- Sharon Olds
- Alicia Ostriker
- Lori Ostlund
- Octavio Paz
- Robert Peters
- Carol Potter
- Ladette Randolph

- Alberto Rios
- Susanna Roxman
- Mari Sandoz
- Susan Fromberg Schaeffer
- Enid Shomer
- R.T. Smith
- Jim Thompson
- Chris Ware
- Eudora Welty
- Tennessee Williams